# Света Богородица (Турие)
„Света Богородица“ (на македонска литературна норма: „Света Богородица“) е възрожденска църква в охридското село Турие, Република Македония. Църквата е част от Охридското архиерейско наместничество на Дебърско-Кичевската епархия на Македонската православна църква – Охридска архиепископия.
Църквата е изградена в началото на XVII век. В нея са запазени оригинални ценни стенописи.